# Liang Jinfeng
Liang Jingfeng (梁景峰; auch Liang Ching-feng bzw. Liang Chingfeng; geb. 1944 in Gaoshu, Landkreis Pingtung) ist ein Experte für zeitgenössische taiwanische, insbesondere sozialkritische, das Leben der Arbeiter, Bauern und Fischer auf Taiwan fokussierende Literatur und für die Dichtung von auf Taiwan geborenen Chinesen seit den 1920er Jahren. Er publizierte u. a. auch unter dem Namen Liang Demin.

## Leben
Als Dozent an der Tamkang-Universität lehrte er bis zur Pensionierung deutsche Sprache und Literatur und widmete sich vor allem dem Studium der Lyrik Heinrich Heines.
Liang Jingfeng war ein Aktivist in der Tangwai-Bewegung, die seit Mitte der 1970er Jahre den Widerstand gegen die Kuomintang-Diktatur mobilisierte. Er verfasste in den 1970er Jahren Beiträge in den Oppositionszeitschriften Xiachao (夏潮, Summer Tide) und Meilidao (美麗島, Beautiful Island).
Liang war zusammen mit Li Shuangzi, Wang Jinping und der Feministin Li Yuanzhen aktiv in der Tangwai-Bewegung und in damals auf Taiwan entstehenden, betont nativistischen Richtung der Folkmusik-Bewegung, welche die sich an US-Vorbildern der Campus-Folk-Music orientierte. 
Er ist Textautor vieler Lieder, z. B. von Wir sind das Junge China, des Kinderlieds „Kleiner Freund, weißt du denn?“ und der inoffiziellen Hymne Taiwans, Meilidao, die bis 1979 die Hymne der Demokratiebewegung war. Die Melodien dieser Lieder wurden komponiert von Li Shuangzi (1949–1977), einem Maler, Schriftsteller, Musiker und Komponisten.

## Veröffentlichungen (Auswahl)
Liang Jinfeng hat zahlreiche Aufsätze in taiwanesischen Fachzeitschriften veröffentlicht. 
- "Hǎi Niè (Heinrich Heine) shī zhōng de xiàndài shī zhì" ( 海涅(Heinrich Heine)詩中的現代詩質 / Heinrich Heine: Poems with a modern poetry quality), journal article, Nov. 1977 pp. 143–177. (This journal article is referred to in German as: "Moderne Aspekte in der Lyrik Heines." It was discussed in 1979 in the German-language "Heine Yearbook".)
- Lài Hé shì shuí (賴和是誰 / Who is Lai Ho). A small book of which only one copy was printed, March 1979.
- "Hǎidǎo zhīgē: Lùn rì jù shíqí Táiwān xīnshī " (海島之歌 : 論日據時期臺灣新詩 / Island Song: On Taiwan 's New Poetry in the Period of Japanese Occupation), journal article, 11 March 1979. (= "Hai-tao chih ko" (Island Song), in: Shih hsuan-chi (Selected Anthology of Poetry), Vol. 4 of Jih-chü-hsia T’ai-wan hsin wen-hsueh.)
- "Heine über Goethe," in: Deutsche Studien. 18, 1984. S. 17–21.
- Heinrich Heine und die Moderne, Conference papers, Tamkang University, Oct. 1992.
- "Fānyì kèchéng zài déyǔ jiàoxué de gōngnéng" (Teaching German translation courses), Conference papers, Tamkang University, Januar 1993.
- Taiwan xiandai shi de qibu Lai He, Zhang Wojun he Yang Hua de hanwen baihuashi. (台灣現代詩的起步賴和, 張我軍和楊華的漢文白話詩 / The Beginnings of Taiwan's modern poetry: Lai He, Zhang Wojun and Yang Hua's Chinese poetry in the vernacular language.) Hsinchu/Xinzhu : Guoli qinghua daxue ( 國立清華大學) 1994. (Re Lai He see: "賴和"Lai He / Lai Ho, Taiwanese Loa Ho, b. 1894 – d. 1943. 賴和.)
- "Déguó liúwáng wényì zài Zhōngguó" (German Exiles in China), Conference papers, Tamkang University, May 1999.
- "Déyǔ gēqǔ kèchéng shèjì yǔ jiàocái zhī biānxuǎn – chūbù bàogào (2000)" (German Course Design and Compilation of Textbooks – A Preliminary Report (2000)), Conference papers, Tamkang University, 2000.
- "Yì zhě yǔ jiàoxué" (Being a translator and teaching), in the Proceedings of a conference at the Dept. of German Language and Literature, Tamkang University, June 2002.
- "Taiwan: kulturelle Perspektiven einer Weltinsel im Prozess der Globalisierung", conference papers, Tamkang University, June 2002.
- Monika Schwabbauer; Tao Wei (陶緯); Liang Jingfeng (梁景峰); Kuo Mingfong (郭名鳳) ; Lai Lixiu (賴麗琇); Wei Rongzhi蕭時雄 (eds.), Qīngsōng xué déyǔ wénfǎ (輕鬆學德語文法 / E輕鬆學德語文法 Easy to Learn: German Grammar); 2002.
- Fēngjǐng de biànqiān: Déyǔ wén xué pínglùn xuǎn" (A Changing Landscape: A Review of the German Literary Criticism). 2006.
- Heine. Neuer Frühling.  Research report, Dept. of German Language and Literature, Tamkang University, 2011. (Übersetzungen ins Chinesische mit Anmerkungen).

## Übersetzungen
- Bai Qiu, Pai Chiu : Feuer auf Taiwan: Gedichte. Übers. von Liang Jingfeng und Karlhans Frank. Pforzheim : Verlag Harlekin-Presse, 1974.
- Elias Canetti: Die Blendung. Taipei: Guangfu shuju 1988.
- Deutsche Liebesgedichte, a selection of German love poetry. Translated and with a preface by Liang Jingfeng. Published in the journal Li 笠, issue, Nr. 251, 2006.

## Ausgaben
- Heinrich Heine, Neuer Frühling. Meine Handschrift. Hǎi niè, xīnchūn jí. Wǒ de shǒubǐ / 海涅, 新春集. 我的手筆. Heine poems, translated and edited by Liang Jingfeng
- Dang ai fasheng shi... Xiyang shige changpian zhan (When Love speaks... Sound Disc Exhibition of Western Poetry and Songs), Ed. by Liang Jingfeng. Tamshui/Taipei: Tamkang University Library 2005.